# Diaspora militare irlandese
Col termine di diaspora militare irlandese ci si riferisce a quelle persone irlandesi per nascita o per estrazione (si veda diaspora irlandese) che abbiano prestato servizio in eserciti stranieri.
Molte unità straniere di volontari furono nella storia costituite in gran parte da irlandesi. La prima unità a ottenere la qualifica di "irlandese" fu nei Paesi Bassi spagnoli durante la guerra degli ottant'anni tra Spagna e Paesi Bassi. Uno dei più noti appartenenti a questa categoria fu Owen Roe O'Neill.

## Australia e Nuova Zelanda
Le colonie britanniche di Australia e Nuova Zelanda subirono una serie di minacce belliche nel corso del XIX secolo da Francia e Russia. Nel 1870, quando le ultime truppe britanniche lasciarono il suolo dei due paesi, la difesa passò alle forze coloniali locali.

### Nuova Zelanda
La prima unità militare irlandese costituita in Nuova Zelanda, la Christchurch Royal Irish Rifle Volunteers, venne organizzata il 18 novembre 1868, ridisegnata nella No. 2 (Royal Irish) Company Christchurch R.V. il 4 aprile 1871, e quindi sciolta l'11 agosto 1874.
Il 29 aprile 1885, si tenne un incontro a Christchurch, in Nuova Zelanda e i 95 membri della locale comunità irlandese formarono un corpo di volontari che venne accettato il 30 aprile 1885 col nome di Canterbury Irish Rifle Volunteers.
Il 1º giugno 1892, questi vennero amalgamati al Sydenham R.V. per formare il Christchurch City R.V., approvato ufficialmente il 22 luglio 1892.
Il New Zealand's Dunedin Irish R.V. venne costituito il 7 maggio 1885, quando 189 volontari offrirono i loro servigi. Il Dunedin Irish R.V. divenne parte del 1st Battalion Otago R.V. dal 25 gennaio 1886, e venne infine sciolto il 13 settembre 1893.
Un altro corpo militare irlandese venne costituito in Nuova Zelanda col nome di Southland Irish R.V. presso Ivercargill e accettato il 10 giugno 1885 come corpo onorario. Venne sciolto il 9 luglio 1886.
Un altro corpo venne proposto nel 1885, i Temuka Irish Rifles, e approvato il 13 giugno 1885, ma la proposta venne abbandonata quando il governo si rese conto che una guerra da parte di potenze straniere appariva altamente improbabile.
Un nuovo corpo irlandese venne proposto il 3 aprile 1887, e venne accettato il 24 giugno col nome di Auckland Royal Irish R. V. Il 13 agosto 1887, venne posto presso il 3rd Battalion Auckland R.V. Nel 1889 vantava 93 tra ufficiali e uomini di truppa, ma venne sciolto il 5 marzo 1892.
L'ultimo corpo a essere costituito in Nuova Zelanda fu l'Irish R.V. (Wanganui), accettato il 22 ottobre 1901. Questo venne unito al 2nd Battalion Wellington (West Coast) R.V. e alla 'J' Company, formato il 16 aprile 1902, divenendo parte della 'I' Company dal 1º novembre 1904.
Il New Zealand Defence Act del 1911 pose fine al sistema volontario, e pertanto il Wanganui Irish ('H' Company) venne assorbito nel nuovo sistema territoriale quando il 2nd Battalion Wellington (West Coast) R.V. venne riassegnato come 7th Regiment (Wellington West Coast Rifles) il 17 marzo 1911.

### Australia
L'Australia fu da sempre un punto importante per la militarizzazione dei volontari irlandesi già dal XIX secolo. Con la costituzione poi del Commonwealth australiano, gli Adelaide Rifles che già erano presenti divennero parte del neonato 10th Australian Infantry Regiment e furono con esso l'ultima unità irlandese costituita in Australia.
Altri corpi vennero costituiti poi in vista della seconda guerra mondiale e negli anni sessanta del Novecento.

## Austria e Austria-Ungheria
Gli Asburgo furono i principali datori di lavoro dei soldati irlandesi in Europa centrale. La natura multinazionale dell'impero era già predisposta ad accogliere gli stranieri con la possibilità di combattere in Europa centrale e in oriente. Secondo una stima, più di cento furono gli irlandesi a raggiungere il grado di feldmaresciallo, generale o ammiraglio nell'esercito imperiale austriaco, con molti altri uomini nella truppa o nei ranghi minori. Il primo irlandese noto per prestare servizio presso gli Asburgo fu il colonnello Richard Walsh di Carrickmines, Dublino, che venne mortalmente ferito nel corso della battaglia di Lützen. Suo figlio Oliver divenne maggiore generale. In tutto, undici membri di questa famiglia furono feldmarescialli o generali imperiali, di cui il più noto fu certamente George Olivier, conte di Wallis.
Molti irlandesi furono Inhaber ed ebbero il rango di colonnelli reggimentali. Jacob Butler fu il primo di questi nell'impero. Walter Butler era proprietario di un reggimento di dragoni e ricevette una lode ufficiale per il suo ruolo nella difesa di Francoforte sull'Oder. Butler fu responsabile dell'assassinio del generale boemo Albrecht von Wallenstein, in procinto di fuggire presso gli svedesi.
Un altro irlandese feldmaresciallo fu Francis Taaffe, III conte di Carlingford. Frequentando il collegio dei gesuiti di Olomouc, si fece notare dal duca Carlo V di Lorena e questi favorì grandemente la sua carriera. Ebbe un ruolo preminente nel salvare Vienna nel 1683 e nella successiva guerra contro i turchi. Divenne successivamente membro dell'Ordine del Toson d'oro e fu primo ministro di Carlo V del Sacro Romano Impero.
Maximilian Ulysses Browne appartenne alla prima generazione di irlandesi nati in Austria. Tramite sua madre era discendente dei FitzGeralds, conti di Desmond. Browne fu maggiore generale già all'età di 30 anni. Raggiunse il rango di Generalfeldmarschall e morì alla guida dei suoi uomini nella battaglia di Praga del 1757. Browne fu parente e mentore di Franz Moritz von Lacy (figlio di Peter Lacy) che divenne presidente dell'Hofkriegsrat dal 1766 sino al 1774. Altri famosi generali austro-irlandesi furono William O'Kelly di Aughrim nella contea di Galway; John Sigismund Maguire della contea di Kerry, che catturò Dresda nel 1758 e riuscì a difenderla da Federico il Grande in diverse occasioni; e il generale Karl O'Donnell, noto per la sua condotta eccezionale nella battaglia di Torgau. Nel frattempo, il colonnello Hume Caldwell della contea di Fermanagh divenne noto per la sua condotta nella battaglia di Breslavia e nell'assedio di Olomouc, dove morì. Stranamente, Caldwell era uno dei pochi generali austriaci di fede protestante. Il feldmaresciallo Laval Nugent von Westmeath divenne particolarmente noto nelle guerre napoleoniche e per il suo ruolo avuto nella presa di Roma nel 1815. In riconoscimento di questa azione, papa Pio VI lo creò principe nel 1816.
- Maggiore Peter Martyn
- Franz Moritz Graf von Lacy
- Andreas Graf O'Reilly von Ballinlough

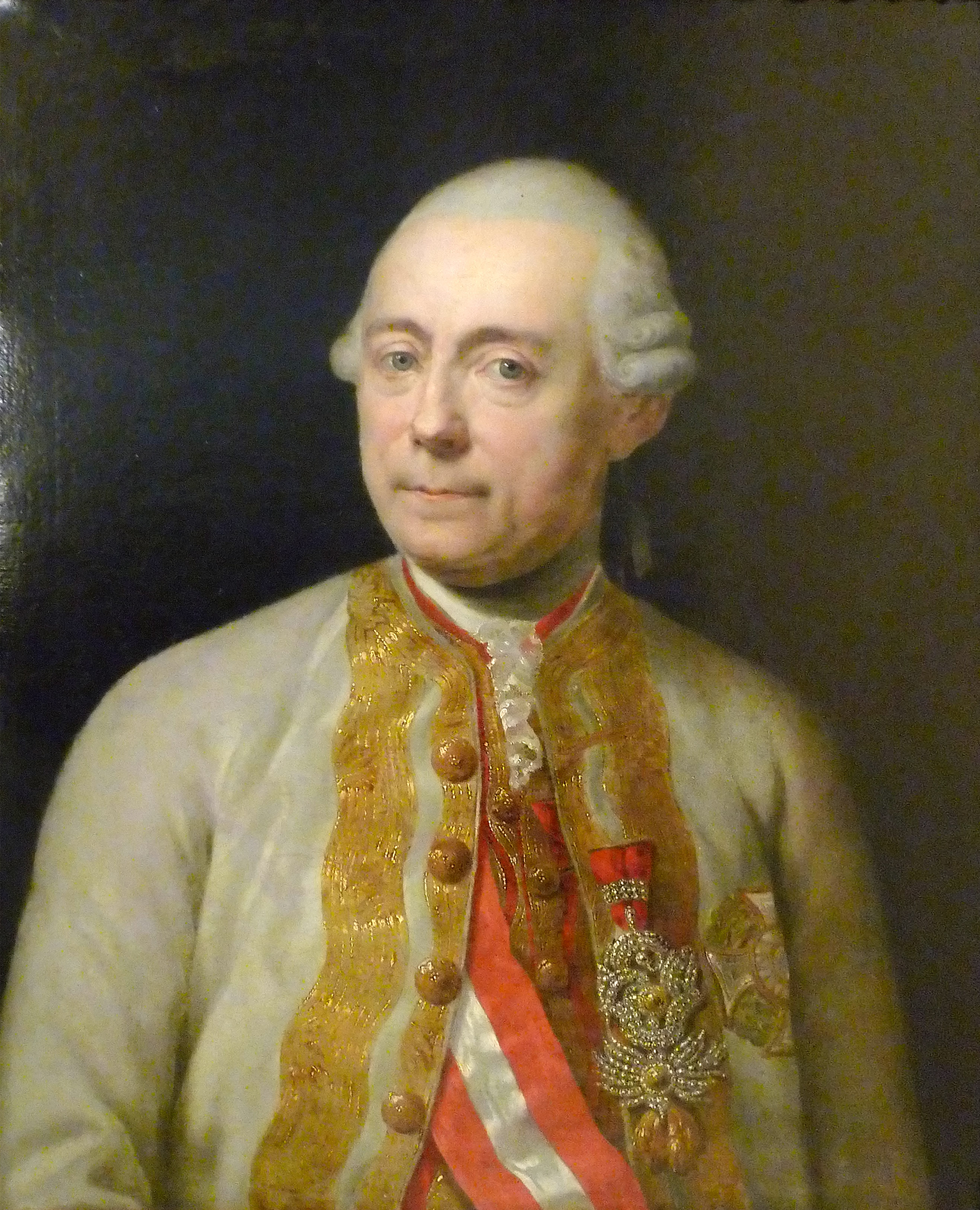
Franz Moritz von Lacy

- Maximilian Ulysses Graf von Browne
- Laval Graf Nugent von Westmeath
- Maximilian Graf O'Donnell von Tyrconnell
- Gottfried Freiherr von Banfield
- Generale Thomas Brady

## Gran Bretagna
Un numero significativo di irlandesi servirono nelle forze della corona britannica nel corso dei secoli. Dalla fine del XVIII secolo e con l'inizio del XIX secolo, un terzo degli uomini delle forze armate inglesi era composto da irlandesi, dal momento che:
- il Regno d'Irlanda, sulla base del Crown of Ireland Act 1542, venne unito in unione personale con:
  - Casa dei Tudor
  - dal 1603 con la Union of the Crowns, con la Casa degli Stuart, e dal 1707 nel Regno di Gran Bretagna
  - dal 1714 con la Casa di Hanover
- la Camera dei Comuni irlandese approvando l'acts of Union 1800, e con il Government of Ireland Act 1920 e il trattato anglo-irlandese del 1921, l'Irlanda venne costituita quale nazione indipendente dal Regno Unito, ma l'Irlanda del Nord rimase legata al Regno Unito.
- le tradizioni dell'aristocrazia locale portavano a preferire la carriera militare a quella del commercio (Noblesse oblige)
- necessità economiche
- ambizioni
- tradizioni di famiglia

Tra gli irlandesi che prestarono servizio per la corona inglese si ricordano:-
- Maggiore generale John Ardagh
- Ammiraglio Matthew Aylmer, I barone Aylmer
- Contrammiraglio Francis Beaufort
- William Blakeney, I barone Blakeney
- Maresciallo dell'Aria Sir Dermot Boyle
- Tenente generale Sir Edward Bulfin
- Ammiraglio di Flotta Sir George Callaghan
- Guy Carleton, I barone Dorchester
- Maggiore generale Sir George Colley
- Tenente generale Sir Eyre Coote
- Tenente generale Alan Cunningham
- Andrew Cunningham, I visconte Cunningham di Hyndhope
- Feldmaresciallo Sir John Dill
- Maggiore generale Beauchamp Doran
- Eric Dorman-Smith
- Major-General Lord Dugan
- Paddy Finucane
- Maresciallo capo dell'Aria Sir Francis Fogarty
- Feldmaresciallo Viscount Gough
- Contrammiraglio James Macnamara
- Walter Guinness, I barone Moyne
- Maggiore generale Sir Charles Gwynn
- Francis Rawdon-Hastings, I marchese di Hastings
- Tom F. Hazell
- Maggiore generale Sir William Hickie
- Sir William Johnson, I baronetto
- Generale Sir Garrett O'Moore Creagh VC
- Brigadiere generale Richard Kane
- Tenente generale Sir Thomas Kelly-Kenny
- Feldmaresciallo Lord Kitchener
- Maggiore generale Louis Lipsett
- Tenente generale Henry Lyster VC
- Generale Sir Bryan Mahon
- Paddy Mayne
- George McElroy
- Tenente generale Sir Charles MacMorrough Kavanagh
- Feldmaresciallo Richard Molesworth, III visconte Molesworth
- Ammiraglio Sir Edmund Nagle
- George Napier
- Henry Napier
- Generale Sir William Napier
- Maggiore generale Luke O'Connor VC
- Maggiore generale Sir Joseph O'Halloran
- Feldmaresciallo James O'Hara
- Maggiore generale David The O'Morchoe
- Ammiraglio Sir Robert Otway
- Ammiraglio della Flotta Sir Frederick Richards
- Ammiraglio della Flotta Sir John de Robeck
- Maggiore generale Robert Ross
- Ammiraglio Sir Francis Tottenham
- Feldmaresciallo George Wade
- Ammiraglio Sir Peter Warren
- Feldmaresciallo Arthur Wellesley, I duca di Wellington
- Feldmaresciallo Sir Henry Wilson
- Feldmaresciallo Lord Wolseley

Altri non nati in Irlanda, ma membri di famiglie irlandesi furono:
- Feldmaresciallo Alan Brooke, I visconte Alanbrooke
- Feldmaresciallo Harold Alexander, I conte Alexander di Tunisi
- Generale Sir Miles Dempsey
- Brigadiere generale George Grogan VC
- Feldmaresciallo Lord Gort VC
- Generale Sir Charles John Stanley Gough VC
- Generale Sir Hugh Henry Gough, VC
- Generale Sir John Hackett
- Feldmaresciallo Lord Lambart
- Tenente generale Sir George Macdonogh
- Ammiraglio Sir Charles Madden
- Colonnello Henry McMahon
- Feldmaresciallo Lord Montgomery[13]
- Generale Sir Richard O'Connor
- Generale Charles O'Hara
- Maggiore generale Richard Pope-Hennessy
- Generale Sir Edward Quinan
- Feldmaresciallo Lord Roberts

## Canada
L'Irish Regiment of Canada nella seconda guerra mondiale fu l'unico reggimento canadese irlandese a combattere in guerra. Esso perpetuò anche la tradizione del 1st Canadian Machine Gun Battalion della prima guerra mondiale e il servizio del 190th (Sportsmen) Battalion, Canadian Expeditionary Force, e del 208th (Canadian Irish) Battalion, CEF.
Questo fu il primo di una serie di reggimenti irlandesi costituiti in Canada, ma indubbiamente uno dei casi più emblematici fu il 218th (Edmonton Irish Guards) Battalion. Il colonnello di questo reggimento aveva antenati irlandesi, ma gran parte dei suoi uomini erano immigrati recentemente dall'Europa orientale dalle file dell'esercito austro-ungarico e pertanto parlavano perlopiù lingue straniere.

## Francia
La Irish Brigade prestò servizio durante l'Ancien Régime dal 1690 al 1792. 

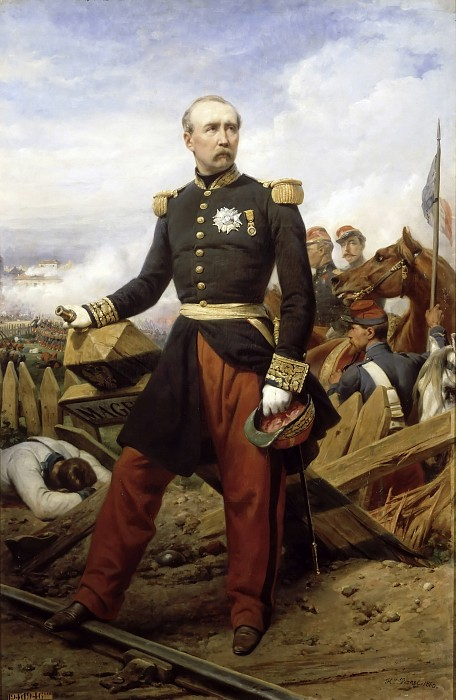
Patrice de MacMahon, duca di Magenta alla battaglia di Magenta

Tra gli irlandesi di maggior pregio che servirono nell'esercito francese si ricordano:
- Patrice de Mac-Mahon, duca di Magenta - generale e poi presidente della terza repubblica francese
- Thomas Arthur, conte di Lally - generale, comandante in capo dell'armata francese in India
- Arthur Dillon (1670–1733) – Generale
- Arthur Dillon (1750–1794) – Generale e realista, vittima del regno del Terrore nel 1794
- Arthur Dillon (1834–1922)
- Henry Dillon – Colonnello del reggimento Dillon e apostata.
- Théobald Dillon - Generale, assassinato dalle sue stesse truppe ammutinate nel 1792, cugino di Arthur Dillon
- Henri Jacques Guillaume Clarke – Maresciallo di Francia
- Henri D'Alton – Generale
- Arthur O'Connor - Generale di divisione sotto Napoleone
- Charles Edward Jennings de Kilmaine
- Edward Stack – Generale
- Jean Louis Barthélemy O'Donnell - Conte O'Donnell

## Germania

### Baviera
Durante la Guerra di Successione Spagnola, gli irlandesi costituivano l'8% delle truppe bavaresi. L'elettore di Baviera, Massimiliano, era anche governatore dei Paesi Bassi spagnoli e nominò ufficiali irlandesi al comando dei suoi reggimenti valloni.

### Germania
- Barone George Von Scheffler, 1914–18

Nella prima guerra mondiale, la Germania imperiale tentò con l'aiuto di Roger Casement di reclutare una brigata irlandese costituita da prigionieri di guerra che avevano servito nell'esercito inglese. Al 1916, a ogni modo, i volontari erano appena 52 e il piano venne abbandonato.
Nella Seconda Guerra Mondiale un numero ancora minore di irlandesi si arruolò nella Wehrmacht della Germania nazista e vennero formati al Friesack Camp. Alcuni simpatizzanti dell'IRA pianificarono alcune operazioni in collaborazione con l'Abwehr che però non ebbero successo.

## America Latina

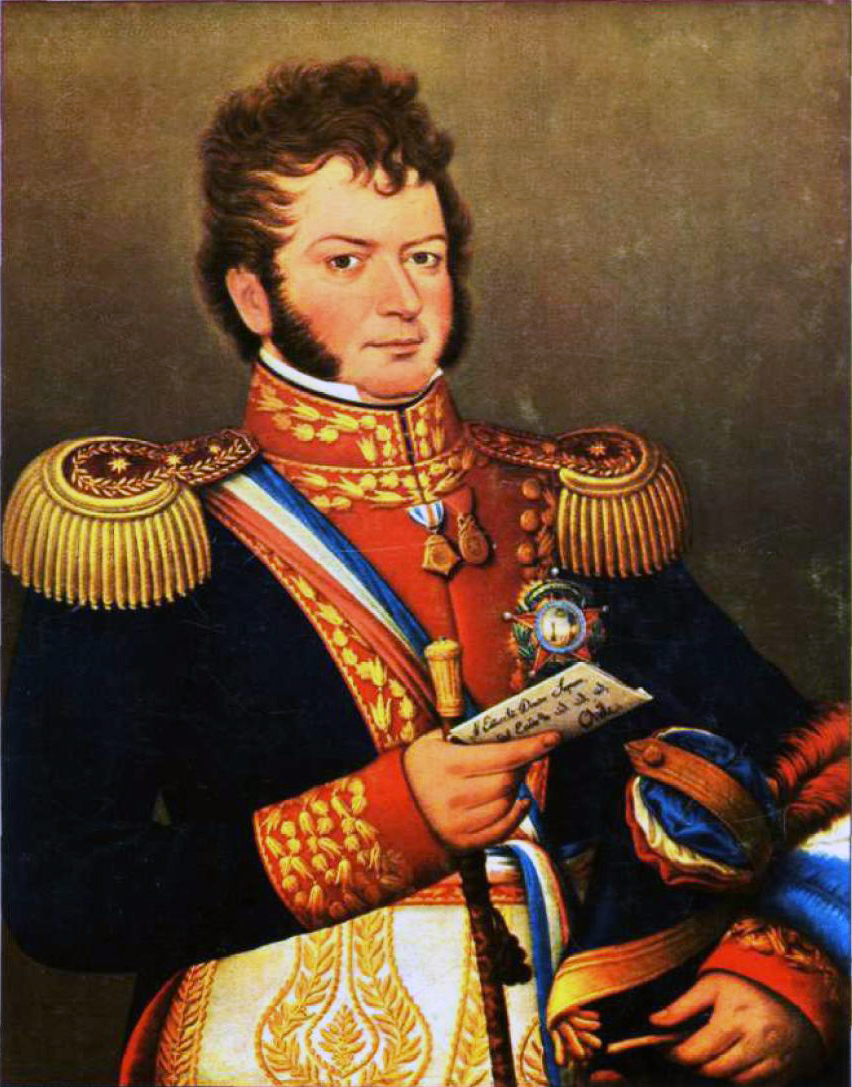
Bernardo O'Higgins

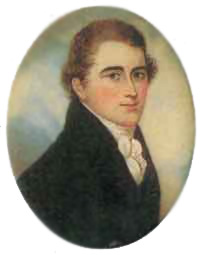
Daniel Florence O'Leary

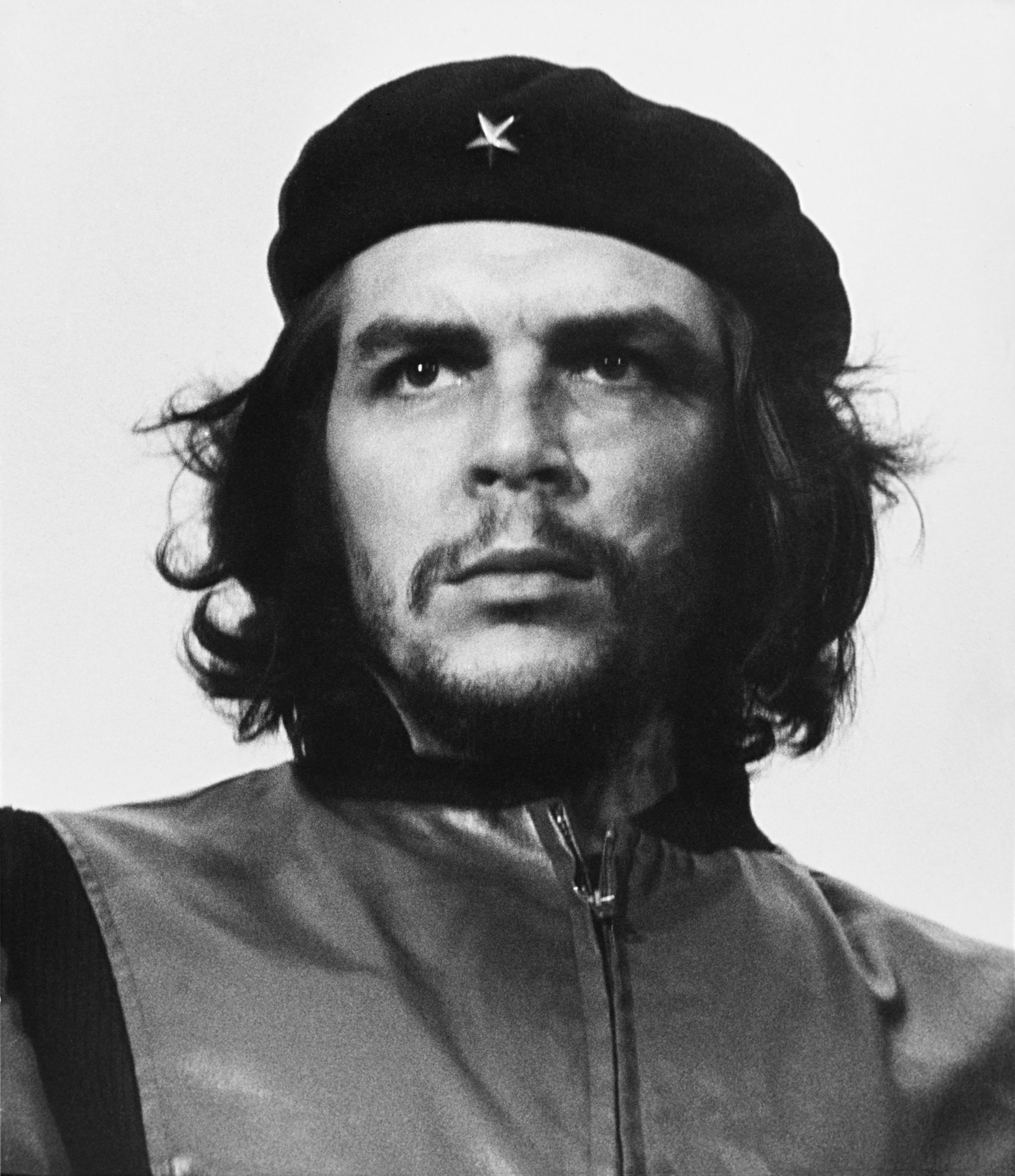
Che Guevara

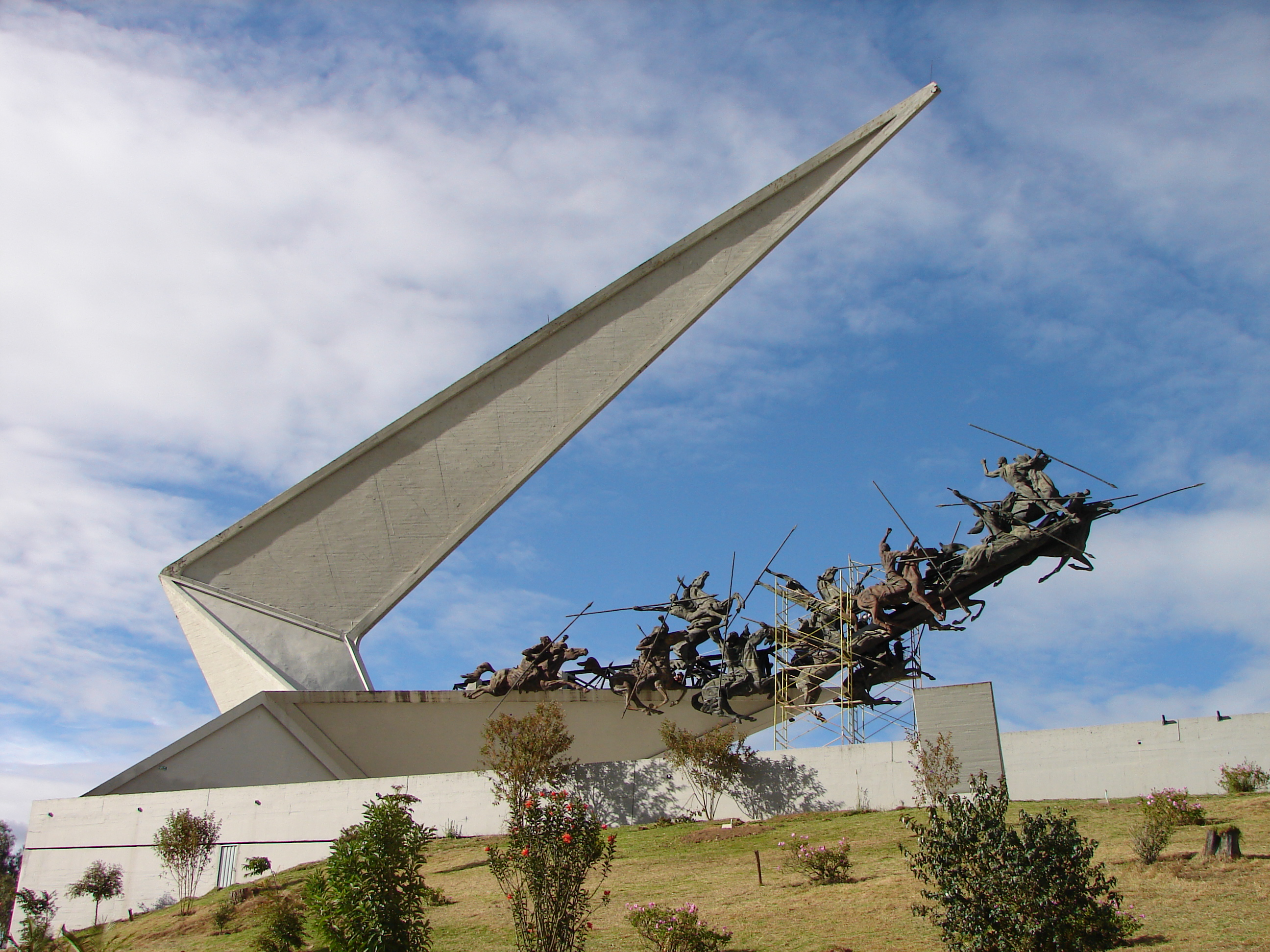
Monumento alla battaglia delle paludi di Vargas

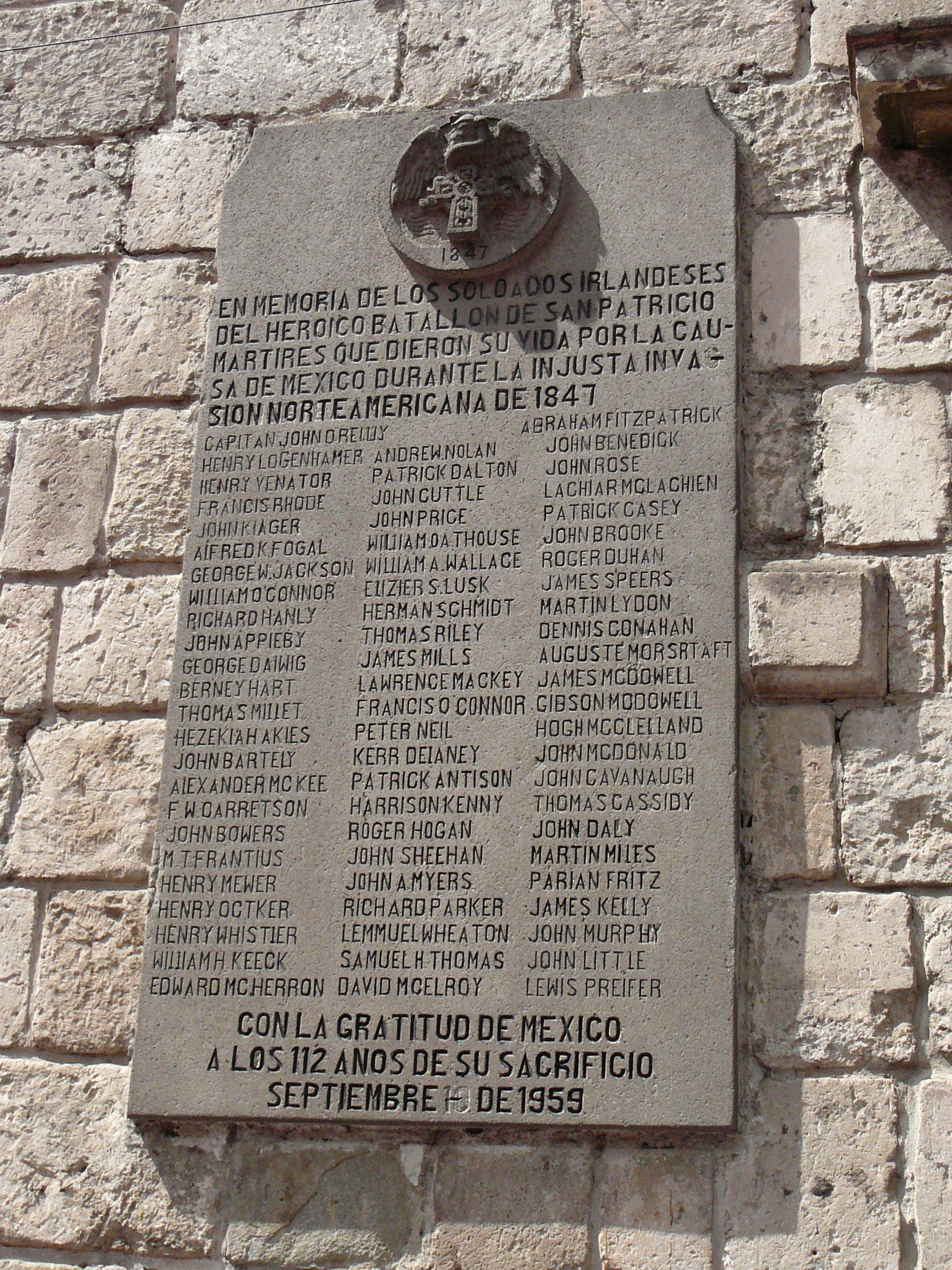
Placca commemorativa del Saint Patrick's Battalion a Plaza San Jacinto, distretto di San Ángel, Città del Messico

Volontari irlandesi prestarono servizio in America Latina in occasione delle guerre d'indipendenza ispanoamericane (1811–26), della rivolta dei mercenari irlandesi e tedeschi in Brasile nel 1828 e nella guerra messico-statunitense (1846–48).
Tra le personalità di maggior rilievo si ricordano:
- William Aylmer– aiutante di campo di Mariano Montilla in Venezuela
- John Blossett- guidò la seconda British Legion in supporto a Simón Bolívar nelle guerre d'indipendenza dalla Spagna.
- William Brown (ammiraglio) – "padre della marina argentina"
- Peter (Pedro) Campbell – fondatore della marina uruguayana
- John Deveroux – comandante della legione irlandese in Venezuela e Nuova Granada.
- Antonio Donovan (1849–1897) – Generale in Argentina
- William Ferguson (1800–1828) – aiutante di campo del generale Simon Bolívar, coinvolto nella guerra d'indipendenza del Venezuela, Nuova Granada e del Perù. Il 28 settembre 1828 a Santafe de Bogotà, Ferguson venne confuso per uno dei cospiratori contro Bolívar e mortalmente ferito con un colpo di fucile alla schiena mentre camminava per strada.[15]
- Che Guevara – di discendenza argentino-irlandese. Rivoluzionario a Cuba
- Rupert Hand – Colonnello di cavalleria che assassinò il generale José María Córdova. Governatore di El Choco (Colombia)
- Juan MacKenna – Fondatore del corpo militare dei genieri dell'esercito del Cile.
- Juan Garland –  geniere militare al servizio della Spagna ed attivo in Cile.
- William Lamport – soprannominato El Zorro per le sue imprese in Messico
- Patrick Lynch  – capitano delle milizie di Río de la Plata
- Estanislao Lynch – ufficiale argentino nell'Armata delle Ande
- Patricio Lynch – ammiraglio della marina cilena
- Joseph Mires- matematico che fondò l'accademia matematica di Caracas (1808) come capitano del Reggimento della Regina, ma ben presto passò al servizio della causa dei patrioti venezuelani. Aiutante di campo del maresciallo Antonio José de Sucre.
- Santiago Mariño Fitzgerald – aiutante di campo di Simón Bolívar in Venezuela
- José Trinidad Morán- militare venezuelano di discendenza irlandese. Ottenuta la cittadinanza peruviana collaborò alle guerre d'indipendenza nazionali. Prese parte anche alle campagne di liberazione dell'Ecuador e della Bolivia.
- John Thomond O'Brien – aiutante di campo del generale José de San Martín.
- Jorge O'Brien – capitano della marina cilena durante la guerra d'indipendenza cilena.
- Francis O'Connor – aiutante di campo di Antonio José de Sucre in Perù.
- Morgan O'Connell– aiutante di campo del generale Simon Bolivar in Venezuela
- Hugh O'Conor- governatore militare del Messico settentrionale.
- Demetrio O'Daly (generale) – delegato portoricano alle Cortes spagnole
- Ambrosio O'Higgins – amministratore coloniale e governatore militare del Cile (1788–1796), padre di Bernardo O'Higgins
- Ricardo O'Donovan, militare peruviano nella Guerra del Pacifico, cadde eroicamente durante la battaglia di Arica
- Bernardo O'Higgins – primo capo di stato cileno (dittatore supremo, 1817–23), comandante delle forze che ottennero l'indipendenza dalla Spagna.
- Daniel Florencio O'Leary – aiutante di campo di Simón Bolívar in Venezuela
- Alexander O'Reilly – Generale, "padre della milizia portoricana"
- Robert Otway – sostenitore materiale dell'Indipendenza del Brasile
- Robert Piggot- primo comandante del 1st Venezuelan Rifles dell'esercito di Simon Bolivar
- John Riley - comandante del Battaglione di San Patrizio nella guerra messico-statunitense
- James Rooke – comandante delle British Legions, venne pesantemente ferito nella battaglia della palude di Vargas (Colombia)
- Arthur Sandes – secondo comandante del 1st Venezuelan Rifles
- James Towers English – comandante irlandese delle British Legions nelle guerre d'indipendenza ispanoamericane.
- Pedro Dartnell – di discendenza irlandese, comandante in capo dell'esercito cileno, presidente del governo provvisorio della Junta nel 1925

## Stato Pontificio
Gli irlandesi che si portarono a combattere per lo Stato Pontificio non erano soldati professionisti ma più che altro forze volontarie che vennero costituite per la difesa dello stato voluta da papa Pio IX. La scelta sugli irlandesi ricadeva con facilità dal momento che essi erano strenui cattolici e molti si erano rifiutati per questa fede di prestare servizio in eserciti protestanti come era appunto il British Army. La prima battaglia in cui vennero coinvolti i volontari irlandesi fu quella di Perugia quando, anche dopo la resa delle forze papaline, gli irlandesi continuarono a combattere distinguendosi per valore. La battaglia successiva fu quella di Spoleto: 300 volontari irlandesi al comando di Myles O'Reilly tennero impegnati 2 500 veterani piemontesi, tra cui un gruppo di bersaglieri, per quattordici ore in un combattimento corpo a corpo.
Il successivo combattimento di peso fu la battaglia di Castelfidardo dove 150 irlandesi presero parte agli scontri. La guerra si concluse poco dopo quando l'esercito pontificio ottenne l'ordine da Pio IX di deporre le armi. 
Oltre a Myles O'Reilly, anche Myles Keogh che poi combatté nella cavalleria statunitense nella battaglia di Little Bighorn del 1876, aveva in precedenza servito nell'esercito pontificio.

## Portogallo
Nella storia militare del Portogallo, si distinse un combattente irlandese, il maresciallo William Beresford, I visconte Beresford, comandante dell'esercito portoghese dal 1809 al 1820.

## Russia
Tra i militari irlandesi più famosi che prestarono servizio in Russia vi furono Peter Lacy di Bruff, della contea di Limerick, che morì nel 1751 mentre era governatore in Livonia. La figlia di Lacy sposò un altro militare irlandese, il generale George Browne che passò al servizio della Russia e il loro figlio, Johann Georg von Browne, fu anch'egli generale al servizio della Russia. Il conte John O'Rourke fu un teorico militare rinomato all'epoca di Caterina la Grande. O'Rourke e suo fratello Cornelius entrarono entrambi nell'esercito russo. Cornelius sposò una nipote di Lacy. Il figlio di John O'Rourks, Joseph Cornelius O'Rourke, divenne tenente generale durante il periodo napoleonico.

## Svezia
Il coinvolgimento storico degli irlandesi al servizio dell'esercito svedese non fu mai né felice né di successo. All'inizio del XVII secolo erano circa 6 000 gli uomini che dall'Ulster erano migrati in Svezia, sostanzialmente perché non contenti di combattere per l'Inghilterra per questioni religiose. Alcuni frati irlandesi si distinsero come soldati e incoraggiarono altri a disertare l'esercito inglese a favore di quelli di altre potenze cattoliche. Quando anche la Svezia divenne una potenza luterana, molti degli irlandesi che erano al loro servizio entrarono nell'esercito polacco. Gustavo Adolfo di Svezia, di fronte a questa emigrazione di massa, disse che degli irlandesi non ci si poteva più fidare e si rifiutò categoricamente ci costituire ulteriori reggimenti irlandesi nella sua patria. A ogni modo, alcuni ufficiali rimasero in servizio; tra questi vi era Hugh Hamilton, I visconte di Glenawly. Due dei suoi nipoti furono pure militari al servizio della Svezia.

## Spagna

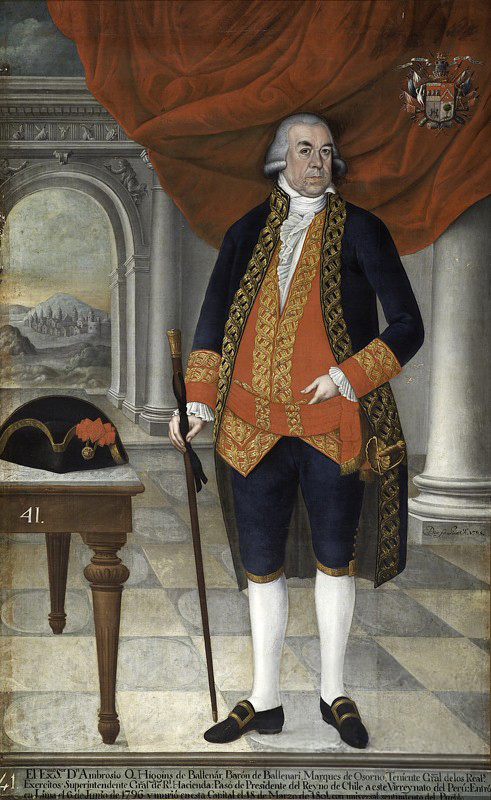
Ambrosio O'Higgins, I marchese di Osorno, governatore del Cile, Viceré del Perù, padre di Bernardo O'Higgins, che egli non conobbe mai

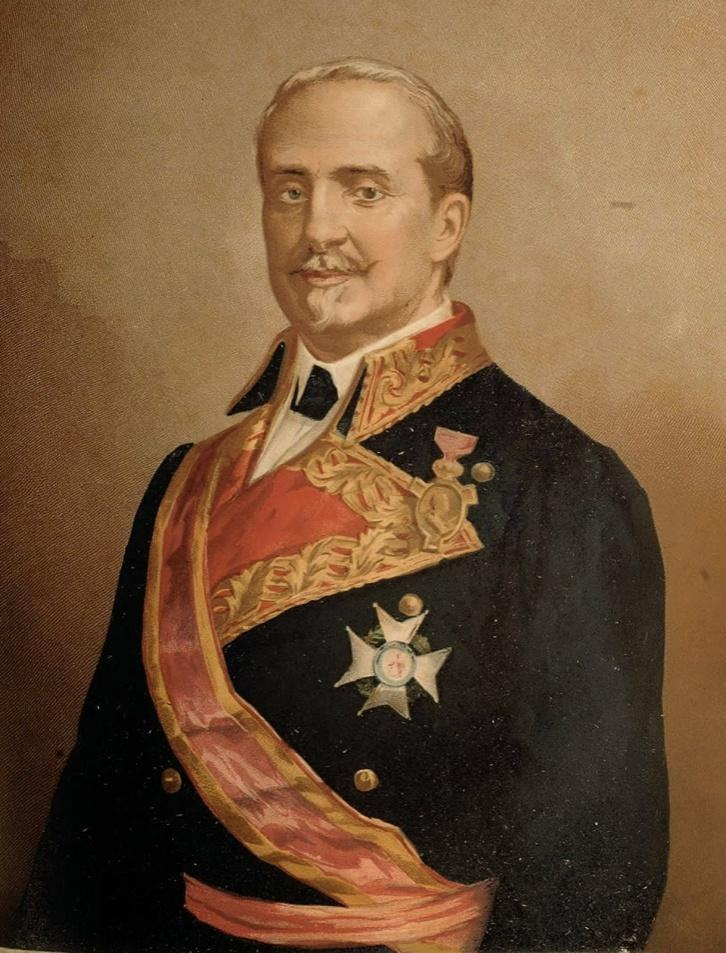
Leopoldo O'Donnell, I duca di Tetuán

Il primo esodo di militari irlandesi in Spagna si ebbe dopo il fallimento della seconda ribellione di Desmond nel 1583. Almeno 200 irlandesi fecero parte dell'Invincibile Armata nel 1588. Ne 1587, 600 irlandesi al comando di Sir William Stanley vennero inviati in aiuto degli olandesi nella loro guerra contro la Spagna, ma preferirono cambiare bandiera e si posero a combattere al fianco degli spagnoli. 
Un grande esodo di irlandesi che si portarono a servire nell'esercito spagnolo si ebbe dopo l'assedio di Kinsale. Un reggimento irlandese venne costituito nel 1605 e il colonnello Henry O'Neill ne venne posto alla testa. Cinque altri reggimenti irlandesi vennero costituiti tra il 1632 e il 1646 e vennero posti sotto il comando di Hugh O'Donnell, I conte di Tyrconnell, Owen Roe O'Neill, Thomas Preston, I visconte Tara, Patrick FitzGerald e John Murphy.
Degli irlandesi servirono nell'armata di Enrico di Borbone-Condé e del duca Carlo IV di Lorena. Le difficoltà che piagarono l'Irlanda in quegli anni portarono a ulteriori problematiche, come il fatto che O'Donnells si rifiutò di servire sotto O'Neills e le tensioni tra i Vecchi Inglesi e i Vecchi Irlandesi si acuirono. 
Dopo la conquista di Cromwell dell'Irlanda vi fu un nuovo esodo di irlandesi che non volevano essere sudditi degli inglesi e che si portarono a combattere altrove sul continente. In un incidente nel 1653 durante l'assedio di Gerona (principato di Catalonia) alcuni irlandesi tra i difensori, disertarono e si portarono a combattere coi francesi sotto il comando di Bernardin Gigault de Bellefonds. Con la restaurazione di Carlo II d'Inghilterra nel 1660, gli irlandesi rimasti in Spagna fecero quasi tutti ritorno in Irlanda. Due erano i reggimenti rimasti sotto il comando di O'Neills e O'Donnell.
Con la guerra di successione spagnola del 1701 i reggimenti irlandesi vennero riformati formalmente in Francia. Due reggimenti di dragoni vennero costituiti e nominati in onore dei loro fondatori, O'Mahony (1703) e Crofton (1705). Quattro furono i reggimenti di fanteria formati tra il 1702 e il 1718 mentre un quinto venne trasferito in servizio alla Francia nel 1715.

## Stati Uniti d'America

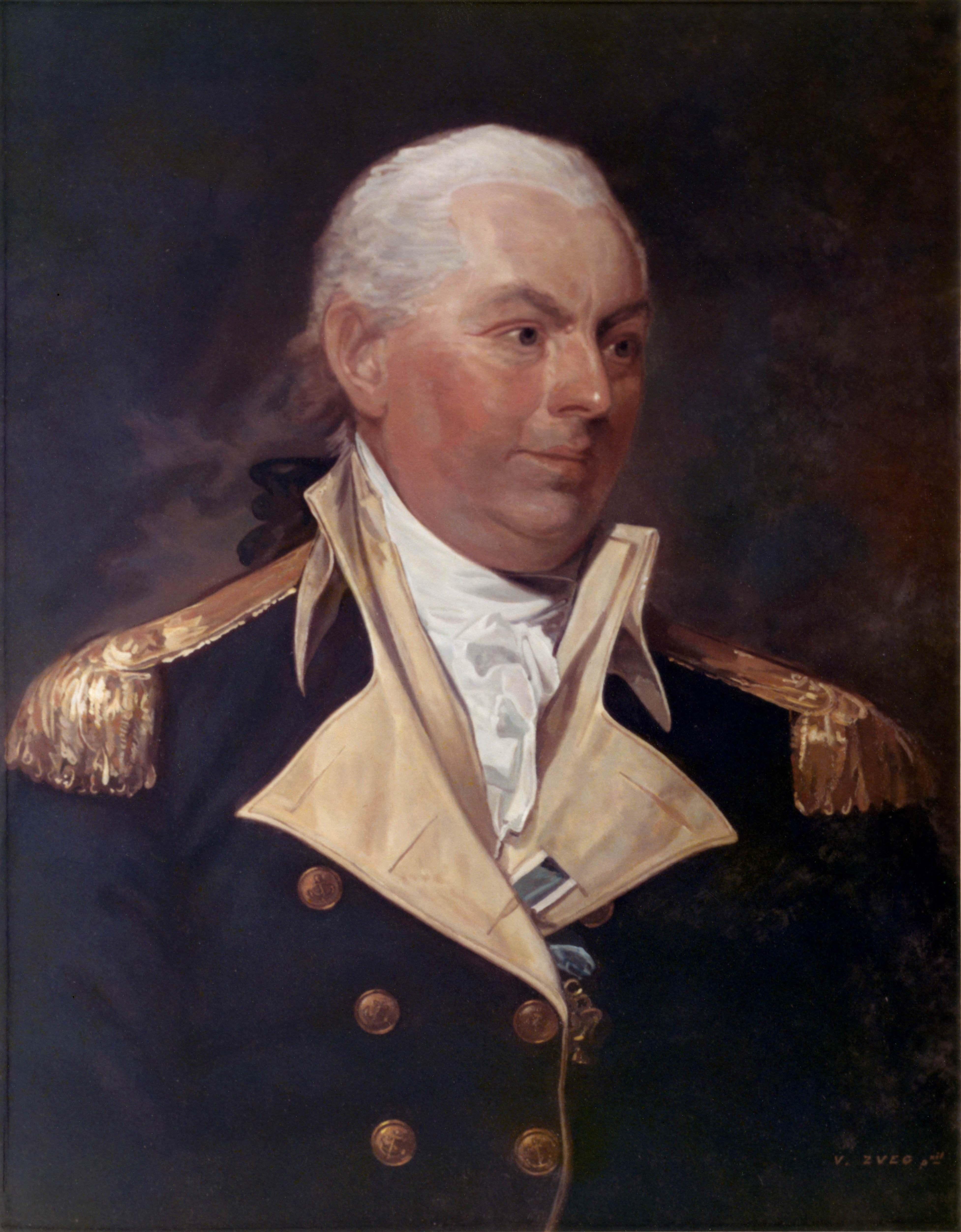
Il commodoro John Barry in un ritratto di Gilbert Stuart

Gli irlandesi combatterono per gli Stati Uniti sin dalla metà del Seicento in Virginia, Pennsylvania e in Carolina. Il coinvolgimento degli irlandesi fu ancora più forte nella guerra d'indipendenza americana e poi nell'Ottocento, in particolare nella guerra di secessione americana.
Tra i militari irlandesi al servizio degli Stati Uniti si ricordano:
- Michael Corcoran, generale dell'esercito unionista
- Thomas Francis Meagher
- Commodoro John Barry "padre della marina americana"
- Myles Walter Keogh
- Edward Stack
- Richard Montgomery
- Philip Sheridan
- James Shields, generale di brigata, sconfisse il generale Thomas "Stonewall" Jackson nella prima battaglia di Kernstown del 1862

Tra i militari irlandesi che combatterono per gli stati della Confederazione sudista durante la guerra di secessione americana si ricordano:
- William M. Browne
- Patrick Cleburne
- Richard W. Dowling
- Joseph Finegan
- James Hagan (colonnello)
- Walter P. Lane
- Patrick T. Moore
- John Mitchel